# Campionati europei di ciclismo su strada 2019 - Cronometro maschile Under-23
La cronometro maschile Under-23 dei Campionati europei di ciclismo su strada 2019, ventitreesima edizione della prova, si disputò l'8 agosto 2019 su un percorso di 22,4 km con partenza ed arrivo ad Alkmaar, nei Paesi Bassi. La medaglia d'oro fu appannaggio del danese Johan Price-Pejtersen, il quale completò il percorso con il tempo di 25'53"92, alla media di 51,92 km/h; l'argento andò all'altro danese Mikkel Bjerg e bronzo allo svizzero Stefan Bissegger.
Sul traguardo 51 ciclisti su 51 iscritti alla partenza, portarono a termine la competizione.

## Ordine d'arrivo (Top 10)
| Pos. | Corridore             | Squadra     | Tempo    |
| ---- | --------------------- | ----------- | -------- |
| 1    | Johan Price-Pejtersen | Danimarca   | 25'53"92 |
| 2    | Mikkel Bjerg          | Danimarca   | a 12"    |
| 3    | Stefan Bissegger      | Svizzera    | a 13"    |
| 4    | Iver Johan Knotten    | Norvegia    | a 22"    |
| 5    | Andreas Leknessund    | Norvegia    | a 31"    |
| 6    | Daan Hoole            | Paesi Bassi | a 38"    |
| 7    | Kevin Geniets         | Lussemburgo | a 39"    |
| 8    | Jakub Otruba          | Cechia      | a 43"    |
| 9    | Ilan Van Wilder       | Belgio      | a 45"    |
| 10   | Antonio Puppio        | Italia      | a 50"    |